# HMS Trillium (K172)
HMS Trillium (K172) je bila korveta razreda flower Kraljeve vojne mornarice, ki je bila operativna med drugo svetovno vojno.

## Zgodovina
31. oktobra 1940, še preden je bila dokončana, je bila korveta predana Kraljevi kanadski vojni mornarici, kjer so jo preimenovali v HMCS Trillium (K172). 25. junija 1945 je bila korveta vrnjena Kraljevi vojni mornarici, ki jo je nato leta 1950 prodala. Ladja je nato nadaljevala kariero kot trgovska ladja z več imeni.